# Katharina Al-Shamery

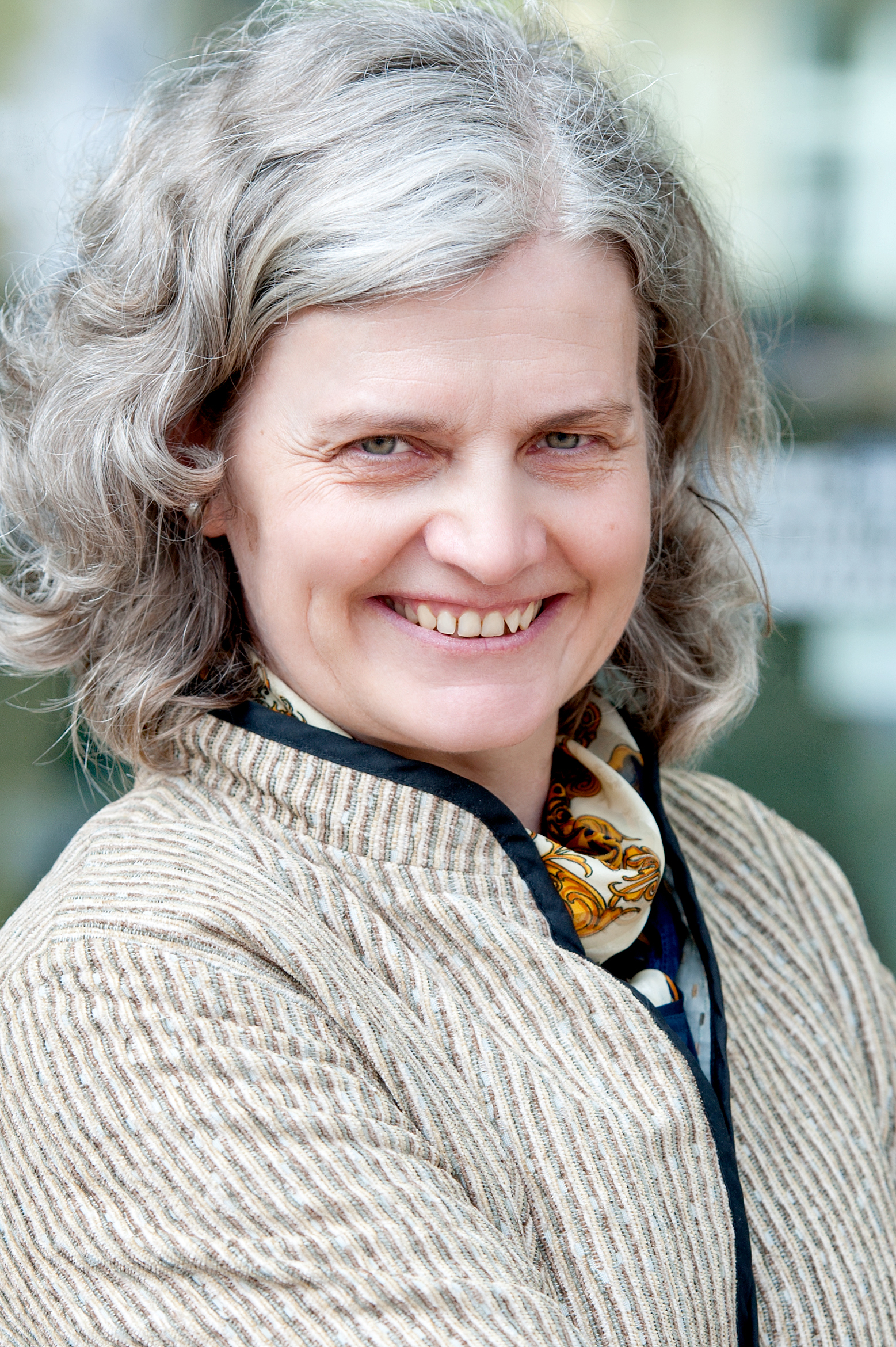
Katharina Al-Shamery (2011)

Katharina Al-Shamery (* 19. Oktober 1958 in Eutin, geborene von Puttkamer) ist eine deutsche Chemikerin und Professorin der Carl von Ossietzky Universität Oldenburg. Ihr Fachgebiet ist die Physikalische Chemie.

## Leben und Wirken
Nach ihrem Abitur am Käthe-Kollwitz Gymnasium Wilhelmshaven studierte Al-Shamery von 1977 bis 1983 Chemie an der Georg-August-Universität Göttingen, unterbrochen von einem Auslandsjahr 1980/81 an der Universität Paris-Süd in Orsay, Frankreich. 1989 promovierte Al-Shamery an der Eidgenössischen Technischen Hochschule Zürich (ETH), Schweiz über High resolution interferometric FTIR-spectroscopy of the hydrogen bonded (HF)2 and further isotopomeres of monomers, dimers and higher polymers of gaseous HF und war anschließend für zwei Jahre als Postdoc an der University of Oxford in Großbritannien in der Gruppe für physikalische Chemie tätig. Von 1991 bis 1996 war sie Postdoc an der Ruhr-Universität Bochum, wo sie sich über Stereodynamical investigations of the UV-laser induced desorption of small molecules from oxidic surfaces habilitierte. Von 1996 bis 1998 war sie Postdoc am Fritz-Haber-Institut der Max-Planck-Gesellschaft Berlin. 1999 war sie kurzzeitig Professorin für physikalische Chemie an der Universität Ulm, wechselte aber noch im selben Jahr auf eine C4-Professur für physikalische Chemie an die Carl von Ossietzky Universität Oldenburg. Dort war sie 2006 Gründungsdirektorin des Centers of Interface Science (CIS) der Universitäten Oldenburg, Osnabrück und Bremen.
Seit 1999 betreut Al-Shamery an der Carl von Ossietzky Universität Oldenburg zahlreiche in- und ausländische Doktorandinnen und Doktoranden, oft gefördert durch den DAAD.

### Akademische Selbstverwaltung (Auswahl)
Al-Shamery ist seit vielen Jahren überdurchschnittlich aktiv in der akademischen Selbstverwaltung.
- 1986–1989 Vizepräsidentin der wissenschaftlichen Mittelbauvereinigung an der ETH Zürich
- 2003–2005 Direktorin des Instituts für Chemie und Mitglied des Fakultätsrates der Fakultät für Mathematik und Naturwissenschaften der Carl von Ossietzky Universität Oldenburg
- 2005–2007 und 2009–2011 Mitglied des Senats der Carl von Ossietzky Universität Oldenburg
- 2007 Vorsitzende der Auswahlkommission des Hochschulrats
- 2007–2009 Mitglied der Gleichstellungskommission des Senats der Universität
- 2009–2010 Vizedekanin der Fakultät V der Carl von Ossietzky Universität Oldenburg
- 2010–2014 sowie Ende 2015 Vizepräsidentin für Forschung der Carl von Ossietzky Universität Oldenburg
- 2014–2015 Kommissarische Präsidentin der Carl von Ossietzky Universität Oldenburg

### Funktionen in Fachgesellschaften (Auswahl)
- 2007–2012 Mitglied des Ständigen Ausschusses für Physikalische Chemie der Deutschen Bunsen-Gesellschaft
- 2009–2010 Stellvertretende Vorsitzende des Arbeitskreises Chancengleichheit in der Chemie der Gesellschaft Deutscher Chemiker (GDCh)
- seit 2013 Vertreterin der GDCh in der Division for Physical Chemistry der EuCheMS (European Chemical Society)
- 2016–2019 Mitglied des Vorstands der GDCh
- 2016–2017, 2019 Vizepräsidentin der GDCh

### Mitarbeit in nationalen und internationalen Förderorganisationen (Auswahl)
Katharina Al-Shamery ist seit 1999 Gutachterin für die Deutsche Forschungsgemeinschaft (DFG), die Alexander von Humboldt-Stiftung und zahlreiche internationale sowie transnationale Förderorganisationen. Sie hatte in der DFG mehrere Funktionen inne und war 2013–2015 Mitglied des Senats der DFG. Ab 2015 war sie Mitglied des Senatsausschusses strategische Vorhaben der Leibniz-Gemeinschaft. 2021 wurde sie in den Senatsausschuss Evaluierung der Leibniz-Gemeinschaft berufen. Al-Shamery berät die Landesregierung Thüringen und mehrere auswärtige Hochschulen bei strategischen Forschungs- und Entwicklungsvorhaben. Daneben ist sie Aufsichtsrat des Helmholtz-Zentrums Berlin. In zahlreichen Auswahlkommissionen für die Vergabe akademischer Preise wissenschaftlicher Fachgesellschaften ist Al-Shamery involviert.
Al-Shamery ist verheiratet und hat zwei Kinder.

## Auszeichnungen
- 1992–1994: Lise-Meitner-Stipendium des Bundeslandes Nordrhein-Westfalen für die Habilitation exzellenter Frauen
- 1994: Bennigsen-Förder-Preis des Bundeslandes Nordrhein-Westfalen
- 1997: Nernst-Haber-Bodenstein-Preis der DBG
- 2008: Fellowship des Radcliffe Institute for Advanced Studies der Harvard University
- 2009: Honorarprofessorin der Universität Odense, Dänemark
- 2011: Verdienstkreuz am Bande des Verdienstordens der Bundesrepublik Deutschland[2]
- 2013: Mitglied der Leopoldina[3]
- 2015: Ehrenplakette des Präsidenten der Carl von Ossietzky Universität Oldenburg

## Schriften
Originalarbeiten:
- K. Topp, H. Borchert, F. Johnen, A. V. Tune, M. Knipper, E. von Hauff, J. Parisi, K. Al-Shamery:  Impact of the Incorporation of Au Nanoparticles into Polymer/Fullerene Solar Cells. In: J. Phys. Chem., A 114, 2010, S. 3981–3989. doi:10.1021/jp910227x.
- M. Schiek, F. Balzer, K. Al-Shamery, J. R. Brewer, A. Lützen, H. G. Rubahn: Organic molecular nanotechnology. In: SMALL, 4, 2008, S. 176–181. doi:10.1002/smll.200700483.
- U. Leist, W. Ranke, K. Al-Shamery: Water adsorption and growth of ice on epitaxial Fe3O4(111), FeO(111) and Fe2O3(biphase). In: Physical Chemistry Chemical Physics, 5, 2003, S. 2435–2441. doi:10.1039/B212163H.
- K. Watanabe, Y. Matsumoto, M. Kampling, K. Al-Shamery, H. J. Freund: Photochemistry of methane on Pd/Al2O3 model catalysts: Control of photochemistry on transition metal surfaces. In: Angew. Chem. Int. Ed., 38, 1999, S. 2192–2194. doi:10.1002/(SICI)1521-3773(19990802)38:153.0.CO;2-X.
- P. M. Clawin, C. M. Friend, K. Al-Shamery: Defects in Surface Chemistry-Reductive coupling of Benzaldehyde on Rutile TiO2(110). In: Chemistry – A European Journal, 20, 2014, S. 7665–7669. doi:10.1002/chem.201402102.

Als Herausgeberin:
- Katharina Al-Shamery, M. Hillmer (Hrsg.): Die Bedeutung von Bildung in einer Dienstleistungs- und Wissensgesellschaft: Welchen Bildungsauftrag hat die Universität? In: Nova Acta Leopoldina, 121, 2015, S. 1–132.
- Katharina Al-Shamery (Hrsg.): Moleküle aus dem All? Wiley-VCH, 2011, ISBN 978-3-527-32877-2
- Katharina Al-Shamery, Jürgen Parisi (Hrsg.): Self-organized morphology in nanostructured materials. Springer, Berlin / Heidelberg / New York 2008, ISBN 978-3-540-72674-6.
- Organic nanostructures for next generation devices: with 6 tables. Springer, Berlin / Heidelberg / New York 2008, ISBN 978-3-540-71922-9.
- Katharina Al-Shamery, H.-G. Rubahn, H. Sitter (Hrsg.): New organic nanofibers for next generation devices. Springer Series in Materials Science, 101, Januar 2008, S. 1–356.
- Katharina Al-Shamery und Hans-Joachim Freund (Hrsg.): Dynamics Induced by Electronic Transitions 11. Surface Science (Special Issue) 602, 2008, S. 3125–3220.
- Katharina Al-Shamery, H.-G. Rubahn, H. Sitter, G. Horrowitz (Hrsg.): Interface Controlled Organic Thin Films. Springer Proceedings in Physics, 129, 2009, S. 1–232, (EMRS spring meeting, Mai 2008).
- Katharina Al-Shamery, St. Müller, J. Parisi (Hrsg.): Self-Organized Morphology in Nanostructured Materials. Springer Series in Materials Science, 99, November 2007, S. 1–173.
- Katharina Al-Shamery, A. Lewis, H. K. Wickramasinghe: Controlling and Using Light in Nanometric Domains. Proceedings of SPIE, Vol. 4456, SPIE, Washington 2001, ISBN 0-8194-4170-8.

## Tätigkeit in Forschungsorganisationen (Auswahl)
- Senatsausschuss strategische Vorhaben der Leibniz-Gemeinschaft (seit 2015)
- Senat der Deutschen Forschungsgemeinschaft (DFG) (2013–2015)
- Gremium „Ombudsman für die Wissenschaft der DFG“ (2011–2014)